# Goniothalamus leiocarpus
Goniothalamus leiocarpus là loài thực vật có hoa thuộc họ Na. Loài này được (W.T.Wang) P.T.Li mô tả khoa học đầu tiên năm 1976.